# Kvadrantgatan

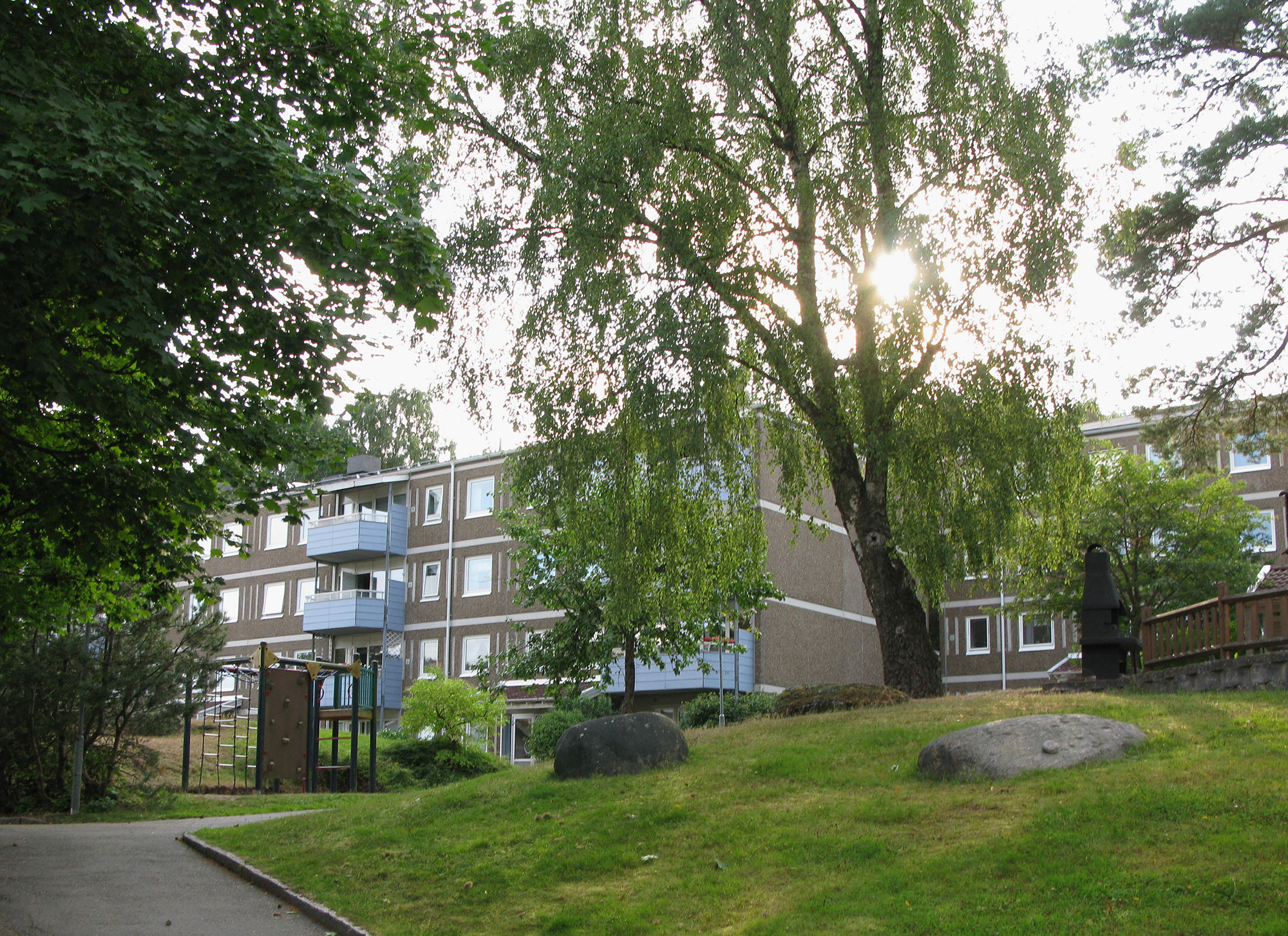
Kvadrantgatan.

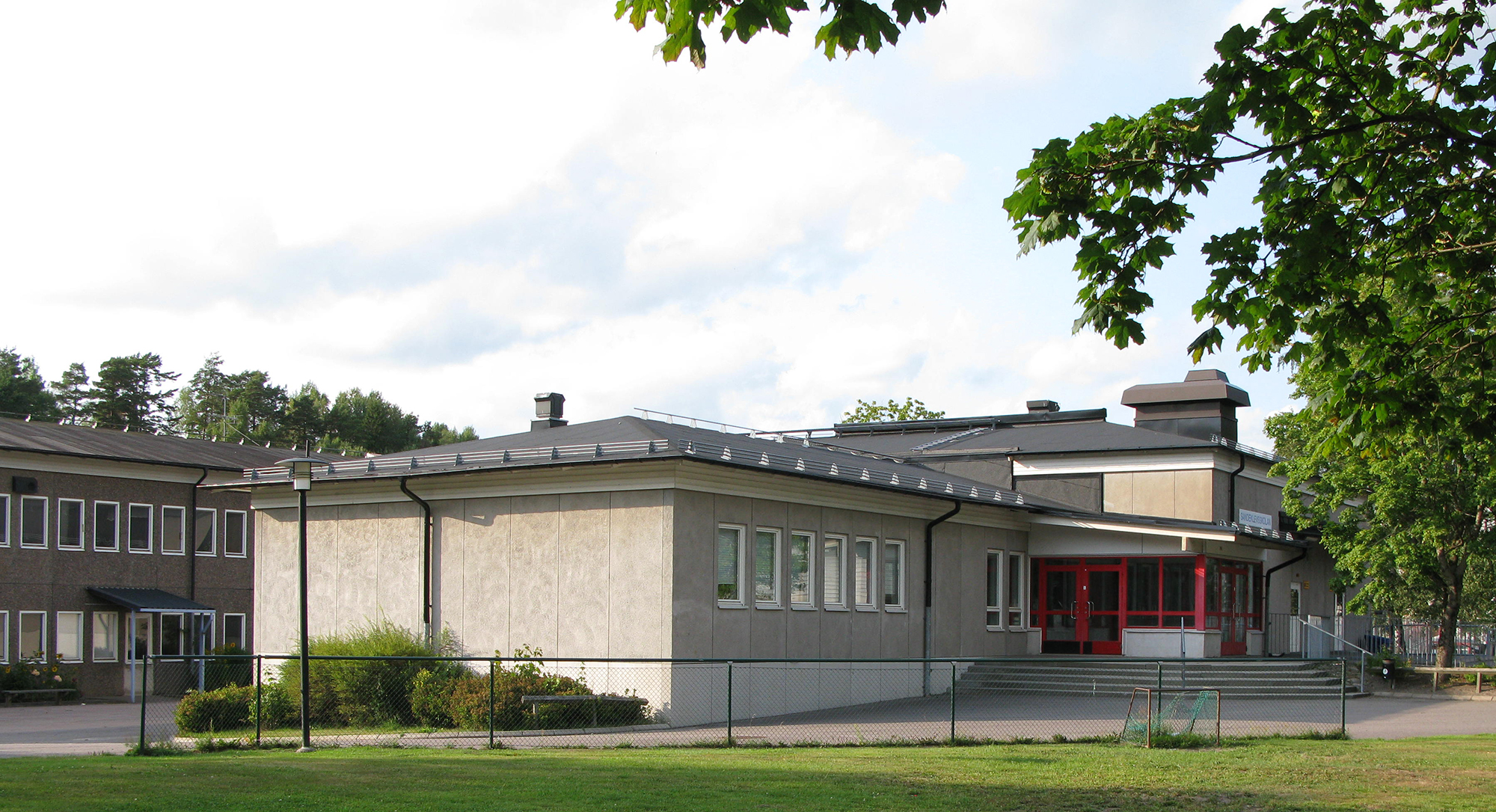
Sandeklevsskolan.

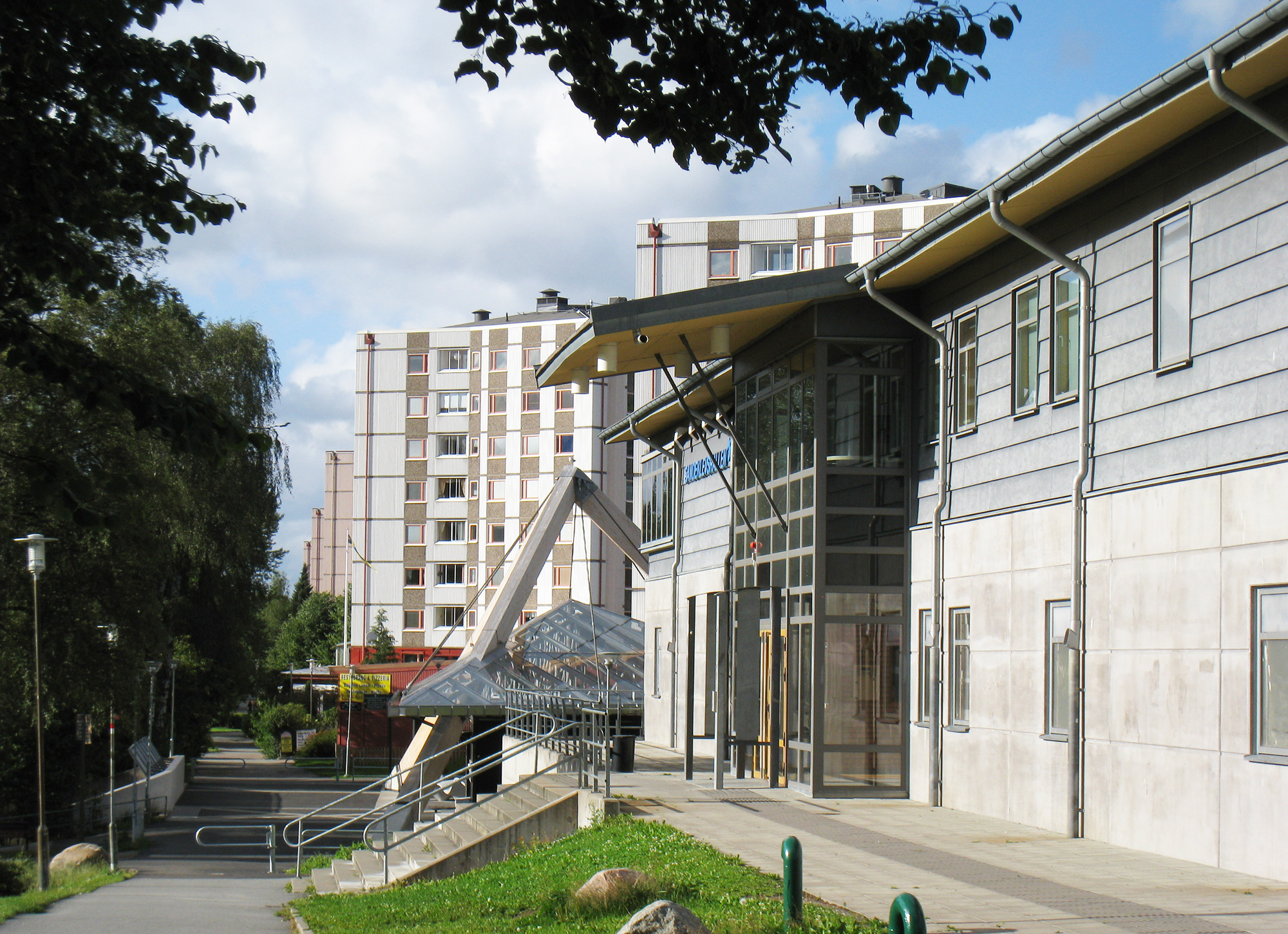
Sandeklevshallen.

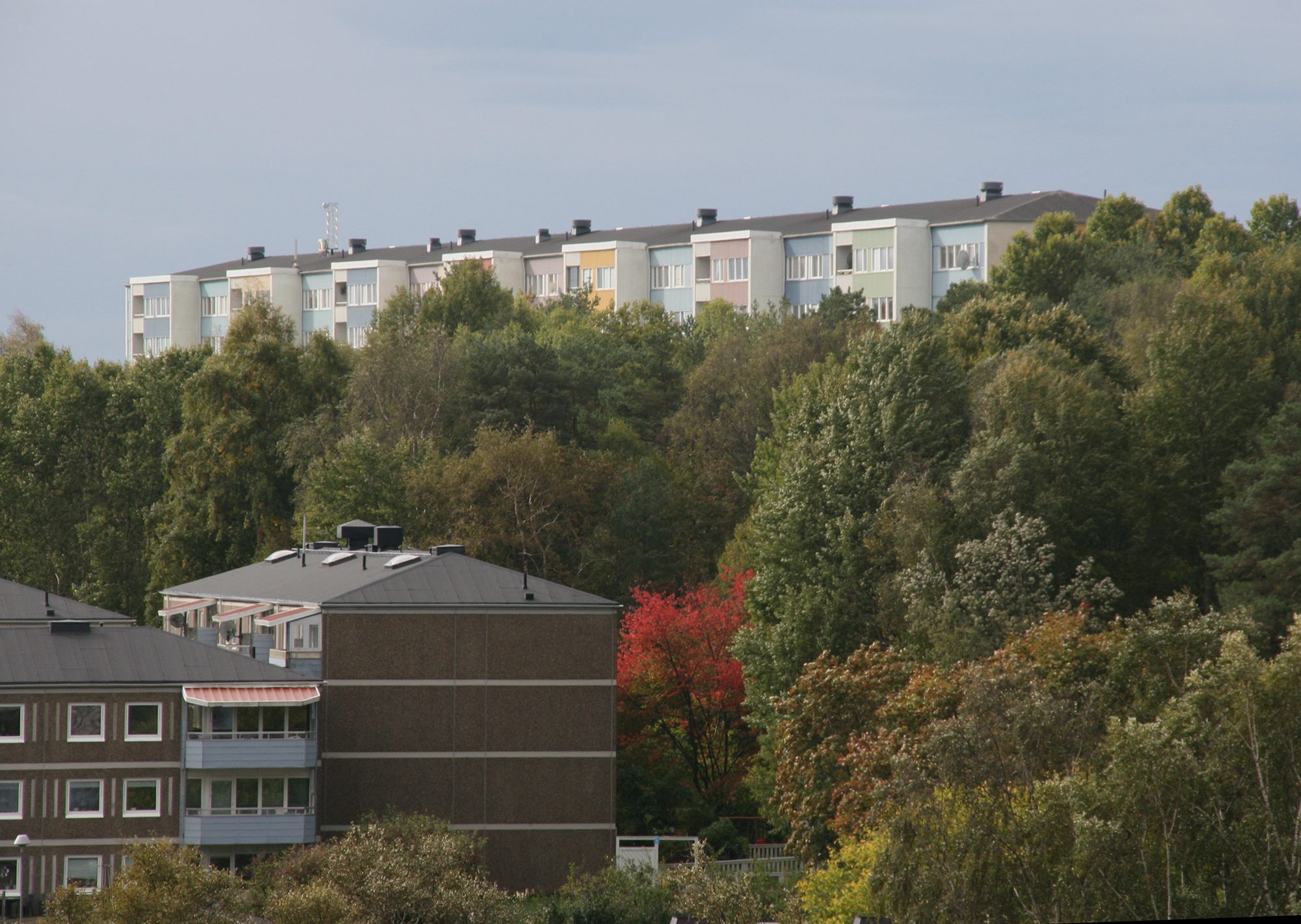
Hus vid Siriusgatan (överst) och Kvadrantgatan (nederst) sedda från Teleskopgatan.

Kvadrantgatan är ett bostadsområde i västra Bergsjön, Göteborg som ligger i den södra delen av Backens dalgång och söder om spårvagnshållplatsen Teleskopgatan.

## Bebyggelse
Området, som har en enhetlig bebyggelse av 4-vånings elementhus, tillkom 1968. Byggherre var det allmännyttiga bostadsbolaget Göteborgshem. Exakt samma hustyp uppfördes två år senare i Backa Röd. Medan de senare har renoverats och fått ändrade fasader, har husen på Kvadrantgatan bibehållit sina ursprungliga fasader med brun ballast.
Området gick samma öde till mötes som flera andra på 1980-talet och sommaren 1984 stod 83 lägenheter tomma. Då passade HSB på att köpa hela området med alla 316 lägenheterna för omkring 30 miljoner kronor. Ytterligare 10 miljoner satsades på en renovering med bland annat nya balkonger i trä. Nu förvaltas området av Bostadsrättsföreningen HSB Gärdsåsdalen.

## Sandeklevshallen
Sandeklevshallen är en sporthall som ligger vid spårvagnshållplatsen Teleskopgatan. Den invigdes i mars 2007. Hallen har bland annat en fullmåttsplan (40x20 m) för handboll med en åskådarläktare för 175 personer. Hallen ska betjäna hela Bergsjön.

## Sandeklevsskolan
I gatans norra ända vid spårvagnshållplatsen Teleskopgatan ligger Sandeklevsskolan med elever från förskoleklass till årskurs 9. På skolan finns även ett fritidshem.

## Gatunamnet
Gatan fick sitt namn år 1967 som ett gruppnamn – rymd och universum.